# 陳唱國際
陳唱國際有限公司（英語：Tan Chong International Limited），簡稱陳唱國際（英文缩写：TCIL），是一家同時在新加坡交易所及香港交易所上市的多元化集团，于1997年3月19日在百慕大注册成立。该公司业务涵盖车辆零售与分销、金融、地产、运输等。陈唱摩多控股在1997年将马来西亚以外地区业务重组，并分拆出陈唱国际公司，作为独立控股公司。该公司与陈唱摩多现今在东盟各国的汽车业务虽有重叠，但并无关联。

## 历史

### 起源
1957年，陈唱摩多控股有限公司（英語：Tan Chong Motor Holdings Berhad，TCMH）创立。1990年代（直至1999年），陈唱摩多控股为应对业务市场的改变，进行了大规模的业务分拆与重组，并分拆为四家独立上市的实体公司，即：陈唱摩多控股有限公司（负责马来西亚国内汽车生产及销售市场）、APM汽车控股有限公司（APM Automotive Holdings Berhad，负责经营汽车配件）、Warisan TC控股有限公司（Warisan TC Holdings Berhad，负责重机、装饰、汽车租赁等非汽车产业）以及陈唱国际有限公司（负责截至重组时的所有海外汽车销售业务）。由於不涉及發行新股，所以陈唱国际于1998年7月7日在香港交易所及新加坡交易所以介紹形式上市（港交所：0693，SGX：T15）。该公司新加坡總部设在武吉知馬路911號陳唱汽車中心，香港總部位於香港灣仔港灣道6-8號瑞安中心30樓3001室。另在台灣成立台灣意美汽車，代理進口日本速霸陸汽車。

### 近期发展
陈唱国际有限公司持续对其业务进行战略调整。例如，2009年，公司在泰国收购了一家卡车生产厂，用于生产和分销三菱扶桑卡车。他们还在中国南京投资了一家汽车零部件工厂，以提高其座椅生产能力。近期，该集团专注于资产优化，包括潜在出售或长期租赁其在泰国的汽车制造厂（该厂预计将于2024年底停止汽车生产）。他们也致力于在中国和新加坡分别拓展设备和汽车租赁业务。